# Національне партнерство Богемії і Моравії
Національне партнерство — єдина політична партія Протекторату Богемії та Моравії націонал-соціалістичного спрямування.

## Заснування партії
Партія була створена як структура, що повинна була контролювати політичне становище в окупованій Третім Рейхом Чехословаччині. Партія була створена 21 березня 1939 року за сприяння Державного президента Еміля Гахи шляхом об'єднання Партії національної єдності і Національної робітничої партії.
6 квітня 1939 року партія була оголошена єдиною політичною партією в Богемії і Моравії (крім, звичайно, НСДАП, яка була виключно для мешканців протекторату німецького походження).
Після вбивства Рейнхарда Гейдріха в 1942 році партія фактично перестала існувати і до кінця війни залишалася не реально діючою структурою, а скоріше виконувала функції пропагандистської організації націонал-соціалістичного спрямування.
Згідно державного законодавства Протекторату членство в партії «Національне партнерство» було обов'язковим для всіх представників чоловічого населення.

## Молодіжна структура
«Національна асоціація молоді» (юнаки та дівчата віком від 17 до 24 років) повинні були бути членами Національного партнерства. Набір молоді в Національну асоціацію було проведено з 21 по 29 травня 1939 року. В середині вересня Комітет «Національного партнерства» ухвалив рішення скоротити віковий ценз для вступу в «Національну асоціацію молоді» до 15 років. Організаційна структура скопіювала структуру партії «Національне партнерство» в регіонах. В організацію не приймалися євреї, цигани тощо.

## Найвідоміші представники
- Еміл Гаха — Державний Президент Протекторату Богемії і Моравії.
- Алоїз Еліаш (1890—1942), колишній чехословацький генерал, прем'єр-міністр Протекторату з 1939 по 1941 рік.
- Ладіслав Карел Фейєрабенд, міністр сільського господарства з 1939 по 1940 рік. У 1940 році перейшов до складу чехословацького уряд в екзилі.
- Іржі Гавелко, міністр транспорту з 1939 по 1941 рік.
- Йозеф Єжек, міністр внутрішніх справ з 1939 по 1942 рік.
- Ян Капрас, міністр освіти з 1939 по 1942 рік.
- Йозеф Кальфус (1880—1956), міністр фінансів з 1939 по 1945 рік.
- Йозеф Небеська, президент партії з 1939 по 1941 рік.
- Йозеф Фусек (1875—1942), лідер партії з 1941 по 1942 рік.
- Ярослав Крейчі (1892—1956), міністр юстиції з 1939 по 1945 рік, а також прем'єр-міністр Протекторату з 1942 по 1945 рік.
- Йєндржіх Каменицкий, міністр транспорту з 1941 по 1945 рік.
- Вальтер Берч, міністр економіки з 1942 по 1945 рік.
- Ріхард Бінерт (1881—1949), міністр внутрішніх справ з 1942 по 1945 рік, а також останній прем'єр-міністр Протекторату в 1945 році.
- Адольф Грубий (1893—1951), міністр сільського господарства з 1942 по 1945 рік.
- Томаш Крейчі, голова партії з 1942 по 1945 рік.
- Емануель Моравець, міністр освіти з 1942 по 1945 рік.